# Controvérsia Essjay
A controvérsia Essjay surgiu em Fevereiro de 2007 logo após a revista The New Yorker ter observado que Essjay, proeminente editor e administrador da Wikipédia anglófona, mais tarde auto-identificado como Ryan Jordan, havia feito afirmações falsas em sua página de usuário na Wikipedia e numa entrevista telefônica relativas à sua idade, trabalho, atividades, carreira e certificação acadêmica. Embora Essjay, que trabalhou na Wikia durante um curto período, afirmasse que possuía doutorado em teologia e lei canônica e que era professor titular numa universidade particular, ele era de facto um desistente de uma escola politécnica no estado norte-americano de Kentucky. A discrepância na titulação foi trazida à atenção do público em fins de Fevereiro de 2007 quando o The New Yorker acrescentou uma nota editorial ao artigo de Julho de 2006 sobre a Wikipedia, pelo qual Essjay havia sido entrevistado.
A reação à divulgação foi bastante ampla, abrangendo comentários e artigos na mídia eletrônica e impressa. A comunidade da Wikipedia vistoriou as edições de artigos de Essjay no sítio para verificar sua exatidão, ao mesmo tempo em que eram criadas e debatidas várias propostas para aperfeiçoar o tratamento do projeto quanto a identificação e credenciais.
Jimmy Wales, fundador da Wikipedia e presidente da Wikia, inicialmente defendeu o uso de credenciais falsas por parte de Essjay, declarando que "eu considero [Essjay] como um pseudônimo e não tenho qualquer problema quanto a isso." Todavia, posteriormente, quando percebeu que as credenciais falsas haviam sido utilizadas em "disputas de conteúdo"," Wales retirou seu apoio e pediu que Essjay renunciasse aos seus cargos voluntários na Wikipedia e ao seu emprego pago como Community Manager na Wikia. Em Março de 2007, Essjay anunciou sua saída da Wikipedia.
O The Courier-Journal de Louisville, Kentucky informou que Jordan havia frequentado, mas jamais se formado, pelo Centre College e pelo Bluegrass Community and Technical College (anteriormente conhecido como Lexington Community College). O jornal também declarou que apesar da afirmação de Jordan de haver sido administrador de massa falida por um período de três meses, a empresa mencionada negou que ele sequer hovesse trabalhado lá.

## A entrevista aoThe New Yorker

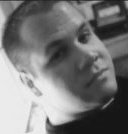
Imagem de Essjay de seu perfil na Wikia.

Stacy Schiff, uma jornalista do The New Yorker e vencedora do Prêmio Pulitzer, entrevistou Essjay como fonte para um artigo sobre a Wikipedia ("Know It All" 31 de Julho de 2006), para o qual ele lhe havia sido recomendado por um membro da Wikimedia Foundation. De acordo com The New Yorker, Essjay "estava ansioso por descrever seu trabalho como administrador da Wikipedia mas não gostaria de identificar-se além da confirmação dos dados biográficos que apareciam em sua página de usuário." Descrevendo entre suas credenciais acadêmicas dois doutorados, o artigo dizia que Essjay gastava quatorze ou mais horas por dia na Wikipedia, mas que acautelava-se mantendo sua vida online em segredo para seus colegas e amigos. Essjay foi representado como levando seu laptop para a sala de aula, para poder ficar disponível aos outros wikipedianos enquanto aplicava provas. Posteriormente, Essjay comentou em sua página de usuário na Wikipedia que havia enganado Schiff ao "fazer um bom trabalho interpretando o papel."

### Identidade revelada
Quando Ryan Jordan foi contratado pela Wikia em Janeiro de 2007, comprovadamente fez mudanças em seu perfil na Wikia e "deixou claro quem ele realmente era". O ativista da World Wide Web e crítico da Wikipédia Daniel Brandt relatou então a discrepância de identidade de Essjay/Ryan Jordan ao The New Yorker. Em fins de Fevereiro de 2007, The New Yorker atualizou seu artigo com uma correção indicando que "Essjay" tinha subsequentemente identificado-se como Ryan Jordan e, além disso, declarava que "ele havia sido descrito no artigo como um 'um professor titular de religião numa universidade privada' com 'um Ph.D. em teologia e especialista em lei canônica.' Essjay agora diz que seu verdadeiro nome é Ryan Jordan, que tem 24 anos, não possui qualquer título acadêmico e nunca lecionou." De acordo com  Essjay, estas credenciais eram parte de uma persona online que ele havia criado, em parte para evitar bisbilhoteiros. De facto, o conhecimento dele resumia-se em livros tais como Catholicism for Dummies ("Catolicismo para Dummies") ao editar seus artigos.